# 김태랑적행복생활
《김태랑적행복생활》(金太狼的幸福生活)은 2012년 방송되었던 중국의 드라마이다.

## 소개
- 신문기자 부인과 산부인과 의사 남편의 신혼생활을 담은 가족 드라마

## 등장 인물
- 이소로 (Jacqueline Lu Li) - 미샤오미 역
- 쑹단단 - 왕숙화 역
- 왕뢰 (王雷) - 김량 역
- 두원 (杜源) - 김대주 역
- 범명 (范明) - 미판 역
- 임총 (林丛) - 김명 역
- 왕박곡 (Bridget) - 딩링 역
- 장야 (张野) - 대웅 역
- 부우가 (傅羽佳) - 왕림림 역
- 레이자 (雷佳) - 화묘 역
- 소봉 (邵峰) - 목주판 역
- 담송운 - 목동 역
- 주동제 (周冬齐) - 기기 역
- 이근근 (李勤勤) - 소미이모 역